# Limnophora uniseta
Limnophora uniseta este o specie de muște din genul Limnophora, familia Muscidae, descrisă de Stein în anul 1916. Conform Catalogue of Life specia Limnophora uniseta nu are subspecii cunoscute.